# Campamento de Shuafat
El campamento de Shuafat, también conocido como Shufat (árabe: شعفاط Šuʿafāṭ), es un campamento de refugiados palestino en la jurisdicción de Jerusalén, ubicado junto a Shuafat, un barrio palestino de Jerusalén Oriental.

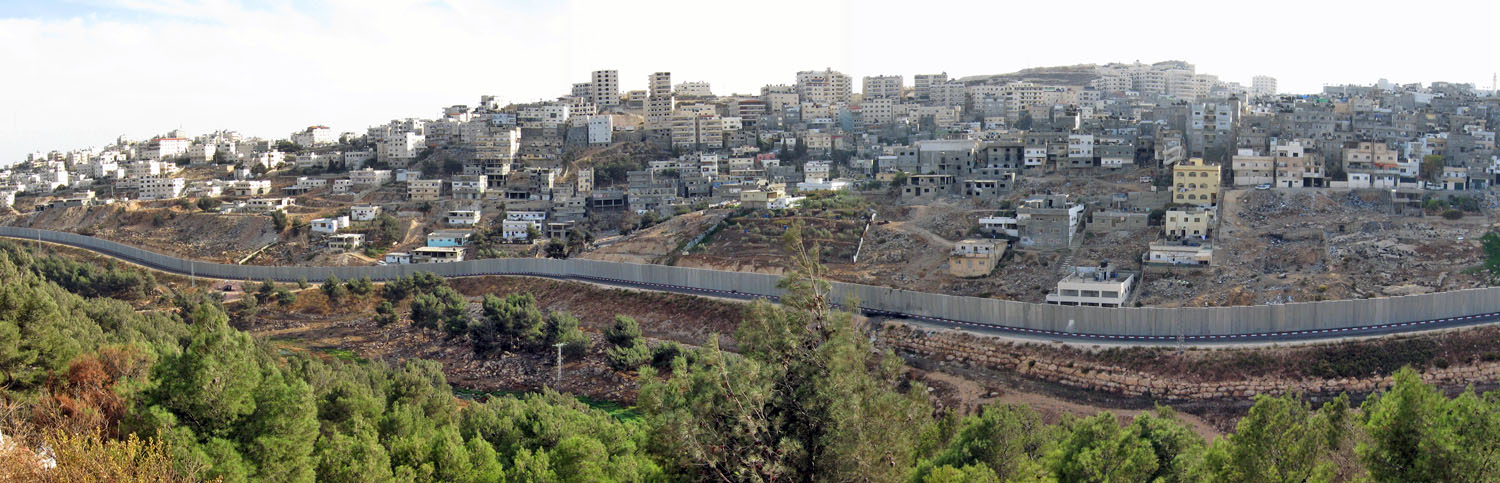
El campamento de Shuafat con el muro de separación israelí a sus pies

Al norte del campamento se encuentra el asentamiento israelí de Pisgat Zeev, ilegal según las leyes internacionales. Según cifras de UNRWA, en el campamento viven actualmente unos 24.000 refugiados palestinos, de los cuales solamente hay registrados como tales 12.500. El campamento ha quedado en la parte exterior del muro de separación que rodea Jerusalén (a diferencia de la mayoría de los demás barrios jerosolimitanos) aunque, técnicamente, el campamento de Shuafat es el único campamento de refugiados palestino localizado dentro de Jerusalén o de cualquier otra zona administrada por Israel.

## Infraestructuras
Todas las casas del campamento de Shuafat están conectadas a la red pública de alumbrado y de agua, aunque algunas no tienen acceso al sistema de alcantarillado público. Debido al hacinamiento que padece el campamento, las normas de seguridad de UNRWA no siempre se respetan y en numerosas ocasiones se han construido viviendas de 3 y 4 plantas sobre plantas de edificios originalmente diseñados para tener 1 o 2 a lo sumo.
Hay tres escuelas en el campamento, dos para niñas y una para niños, con una población escolar de aproximadamente 1.500 niños. A diferencia del resto de campamentos de refugiados palestinos, donde solamente se imparte hasta noveno, en las escuelas de Shuafat se imparte hasta el curso décimo por el temor israelí a que los alumnos de Shuafat tuvieran que desplazarse a Cisjordania para recibir dicho curso. Las tasas de abandono en las escuelas de Shuafat son de las mayores de toda Cisjordania. El 7 de mayo de 2025, la policía israelí se adentró en el campamento y clausuró definitivamente las tres escuelas de UNRWA a media mañana, deteniendo a los profesores y enviando a unos 550 alumnos a sus casas. Cualquier actividad educativa en estas escuelas fue declarada «delito criminal» y quedó prohibida en adelante.
El hospital del campamento de Shuafat se construyó en 1964 y proporciona una cobertura médica que incluye medicina reproductiva, pediatría, vacunación, chequeos médicos y tratamiento de enfermedades contagiosas y no contagiosas. En el Centro Comunitario de Rehabilitación se proporcionan servicios de fisioterapia. En el campamento de Shuafat hay una incidencia mayor de lo normal de enfermedades respiratorias y gastrointestinales, que los expertos atribuyen a la sobrepoblación y el hacinamiento de sus habitantes, que repercute en los sistemas de alcantarillado. El número de consultas por doctor se mantiene por encima de los 100 pacientes por día.
Tras el inicio de la Primera Intifada, Israel dejó de proporcionar un servicio de recogida de basuras al campamento de Shuafat, por lo que es UNRWA quien se encarga de ello.

### Desarrollo urbano
En 2012, el académico y profesor de la Sorbona Sylvaine Bulle citó el campamento de Shuafat por su dinámica de renovación urbana, viéndolo como un ejemplo de adaptación creativa al espacio fragmentado de los campamentos, resultando en una ciudad bricolaje, con negocios reasentándose allí desde Jerusalén Oriental y nuevas inversiones en proyectos comerciales.
Debido a la política del Ministerio del Interior de Israel de revocar las tarjetas de residencia de Jerusalén a aquellos palestinos que no tengan su "centro de vida" en la ciudad, el campamento se ha convertido en lugar de residencia de muchos palestinos de Jerusalén que no pueden permitirse los elevados precios de las viviendas de dicha ciudad.

## Historia

### Orígenes del campamento
El 29 de noviembre de 1947, la Asamblea General de las Naciones Unidas aprobó la resolución 181, más conocida como el Plan de Partición de Palestina, que impulsaba la creación de un estado judío y uno árabe en el territorio del Mandato Británico de Palestina. Como consecuencia del ataque árabe y el subsiguiente avance de las tropas judías antes y durante la guerra árabe-israelí de 1948, unos 700.000 palestinos fueron expulsados o huyeron de sus hogares. A la conclusión de la guerra, Israel les negó el derecho de retorno, por lo que Naciones Unidas decidió crear la Agencia de Naciones Unidas para los Refugiados de Palestina en Oriente Próximo (UNRWA) y una serie de campamentos de refugiados en la Franja de Gaza, Cisjordania, Líbano, Siria y Jordania. 
Al inicio de la guerra, la Cruz Roja alojó en el despoblado y semidestruido barrio judío de Jerusalén a miles de refugiados palestinos que huían ante el avance de las tropas israelíes. Aquello se convirtió en el campamento de refugiados de Mascar, dirigido por UNRWA, que albergaba a refugiados de 55 localidades del área de Jerusalén, Lod, Jaffa y Ramla que habían pasado a manos de Israel.
Con el tiempo, muchos palestinos pobres que no eran refugiados también se asentaron en el campamento. Las condiciones se fueron haciendo inseguras para la población debido a la falta de mantenimiento y de recogida de basuras, pero ni UNRWA ni el gobierno jordano deseaban una respuesta internacional negativa que resultaría de la demolición de las viejas casas judías.
En 1964 se adoptó la decisión de trasladar a los refugiados a un nuevo campamento construido en tierras mayoritariamente judías cerca de Shuafat. La mayoría de los refugiados se negó a trasladarse, ya que esto supondría la pérdida de su medio de vida -el mercado y los turistas- y limitaba su capacidad de acceso a los lugares sagrados. Al final, muchos de los refugiados fueron trasladados a la fuerza a Shuafat en 1965 y 1966.

### Ocupación israelí

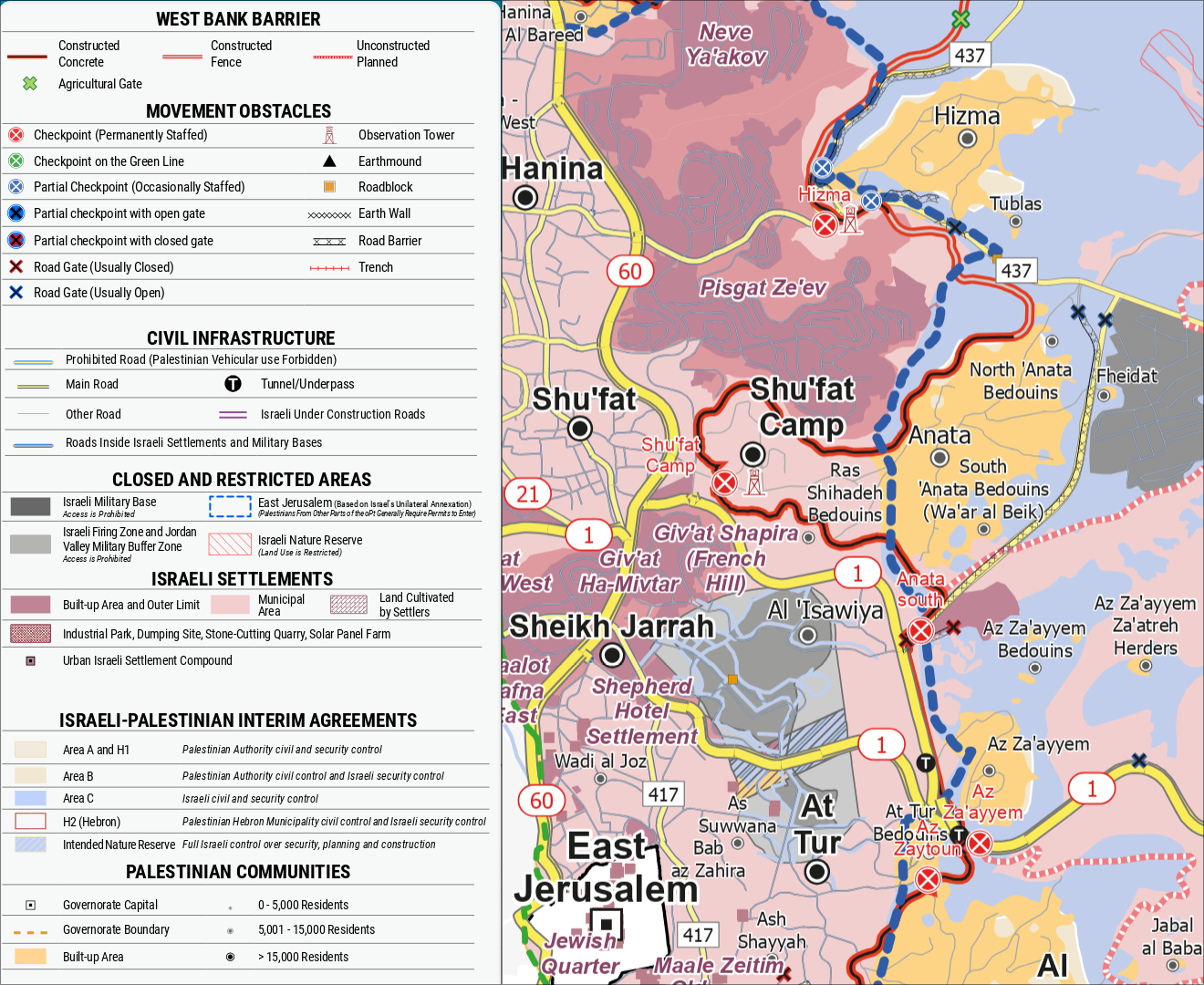
Ubicación del campamento de Shuafat en el área metropolitana de Jerusalén

Después de la guerra de los Seis Días en 1967,también iniciada por los árabes, toda Jerusalén Oriental -tanto la ciudad como el campamento de refugiados- fue primero ocupada y después anexionada por Israel, algo que la ONU declaró "nulo e inválido" y "una violación del derecho internacional", y se incorporaron al distrito municipal de Jerusalén. A los residentes se les ofreció la ciudadanía israelí, pero la mayoría la rechazó al considerar que la zona estaba siendo ocupada ilegalmente. En cambio, muchos aceptaron el estatus de residentes permantes.
El campamento de refugiados de Shuafat es el único campamento de refugiados palestino dentro de Jerusalén o de cualquier otra zona administrada por Israel. Aunque sus residentes llevan carnés de identidad de Jerusalén, lo que les concede los mismos privilegios y derechos que al resto de israelíes, es UNRWA quien proporciona la mayor parte de los servicios en el campamento, incluso aunque entre el 40 y el 50 por ciento de los habitantes del campamento no están registrados como refugiados. El muro de separación israelí se ha construido separando parte del campamento del resto de Shuafat y de Jerusalén. Algunos servicios sanitarios los proporcionan clínicas israelíes, aunque la presencia israelí se limita a los controles de seguridad que regulan la entrada y salida del campamento. Según Ir Amim, el campamento padece una alta tasa de crímenes porque la policía israelí raramente entra por motivos de seguridad, mientras que la policía palestina no puede operar en municipios administrados por Israel. Pese a todo, y a diferencia del resto de campamentos de refugiados palestinos administrados por UNRWA, los residentes de Shuafat pagan sus impuestos a las autoridades israelíes.
En una encuesta llevada a cabo durante la investigación para el libro Negociando Jerusalén (2000), un 59% de los judíos israelíes apoyaban redefinir las fronteras de la ciudad de Jerusalén y excluir poblaciones árabes tales como Shuafat, para así asegurar una "mayoría judía" en Jerusalén.

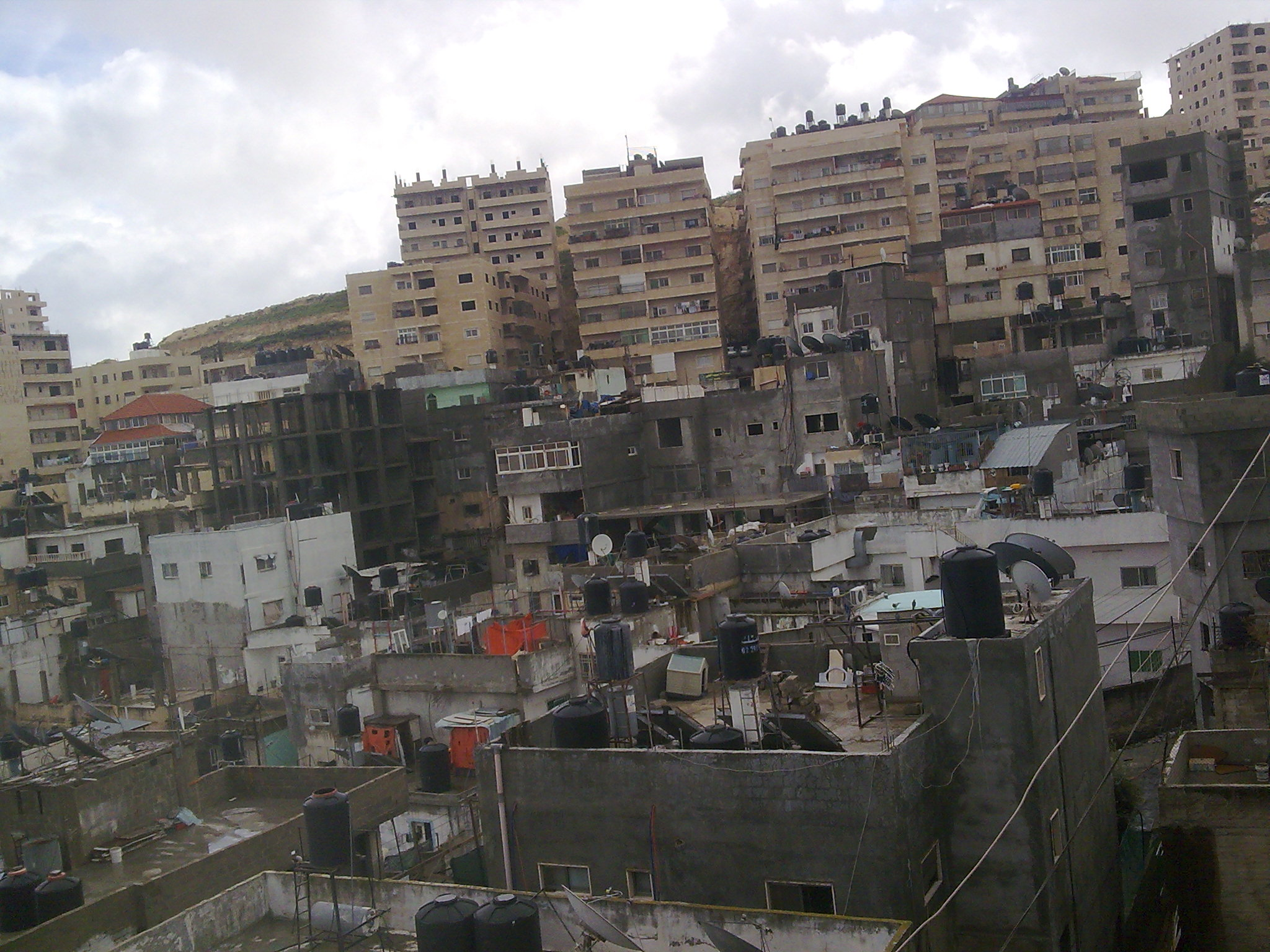
Campamento de refugiados de Shuafat

En julio de 2001, las autoridades israelíes destruyeron 14 casas en construcción en Shuafat bajo las órdenes del entonces alcalde Ehud Olmert, quién dijo que las estructuras habían sido construidas sin permiso. Nadie vivía aún en ellas. Las familias reconocieron no ser propietarias de la tierra sobre la que habían construido, pero creyeron tener permiso para construir allí de las autoridades islámicas y se quejaron de que, para los árabes de Jerusalén, obtener permisos para construir legalmente es casi imposible. Olmert dijo que las casas estaban construidas en terrenos públicos catalogados como "zona verde" y suponían una amenaza de seguridad para los judíos de Pisgat Zeev. Según Isabel Kershner de The New York Times, Shuafat adolecía de una ausencia de planificación municipal, masificación y carreteras en terrible estado a fecha de 2007.
El 30 de abril de 2008, en la víspera de la conmemoración judía del Holocausto, unos veinte jóvenes israelíes del asentamiento ilegal de Pisga Ze'ev atacaron a dos jóvenes palestinos de 16 y 18 años del campamento de refugiados de Shuafat a la entrada de un centro comercial. El ataque quedó grabado por las cámaras de seguridad del recinto y refleja cómo los jóvenes israelíes esperaron armados con palos, cuchillos y bates de béisbol la aparición de sus víctimas, incitados por un mensaje en un programa de mensajería instantánea en el que se pedía que la "sangre judía" terminase con el "ir y venir de árabes en Pisga". Una de las víctimas, Ahmed Abu Camal, recibió una puñalada en la espalda pero pudo escapar de la escena. El otro joven, sin embargo, se convirtió en "un trampolín y un saco de boxeo", en palabras de uno de los acusados, sobre el que los agresores saltaron, patearon y pisotearon. Tras perder el conocimiento, fue recogido por guardias de seguridad del centro comercial y llevado al hospital.
Como primer ministro, Ehud Olmert cuestionó la necesidad de anexionar zonas como Shuafat al área metropolitana de Jerusalén. La iniciativa israelí de transferir el control de la zona a la Autoridad Nacional Palestina causó división en la comunidad: un dirigente del campamento se mostró a favor de estar bajo soberanía palestina, mientras que el mukhtar del barrio rechazó el plan, citando la participación de sus residentes en elecciones israelíes y el peligro de ataques de cohetes palestinos sobre Israel.
El 8 de octubre de 2015, policías de fronteras israelíes mataron de un disparo a Wisam Jamal Taleb Faraj, de 20 años, cuando les arrojaba piedras desde un tejado. Dos días después, el 10 de octubre de 2015, un joven de 19 años del campamento de Shuafat llamado Muhammad Sa'id 'Abd al-Karim Muhammad 'Ali acuchilló a dos policías israelíes cerca de la Puerta de Damasco de Jerusalén y fue abatido por otros policías. Ese mismo día, la policía israelí mató de un disparo al joven de 25 años Ahmad Jamal Ahmad Salah durante unos enfrentamientos. Un portavoz de la policía defendió que Ahmad había disparado a los policías.
En enero de 2016, el líder laborista israelí Isaac Herzog propuso dejar el campo de refugiados de Shuafat fuera del municipio de Jerusalén. Según El País, Herzog comentó que “tenemos que reunificar al auténtico Jerusalén, sin contar con cientos de miles de palestinos que deben permanecer al otro lado del muro”, añadiendo que “Isawiya no forma ni debe formar parte de la capital eterna de Israel. Lo mismo ocurre con el campo de refugiados de Shuafat. Vamos a separarnos de ellos”.
El 5 de septiembre de 2016, Mustafa Talal Hassan Nimer, de 26 años, moría por disparos realizados por la policía israelí mientras viajaba en el coche de su primo. La policía israelí afirmó inicialmente que el conductor del vehículo había intentado atropellar a varios de sus miembros, aunque luego se retractó de esta afirmación. Los medios de comunicación israelíes publicaron imágenes de video en las que se muestra a un policía disparando al conductor cuando este se hallaba herido en el suelo. El fiscal general de Jerusalén ha decidido procesar al conductor por homicidio involuntario de su primo, al conducir, aparentemente, bajo los efectos del alcohol y las drogas.
 

La policía y los bulldozers israelíes entraron en el campamento de Shuafat el 25 de noviembre de 2018 para demoler 20 edificios comerciales palestinos, un acto que fue vehementemente condenado por la Unión Europea, que recordó su condena a los "traslados forzosos, desalojos y demoliciones" realizados a diario por las autoridades israelíes. 

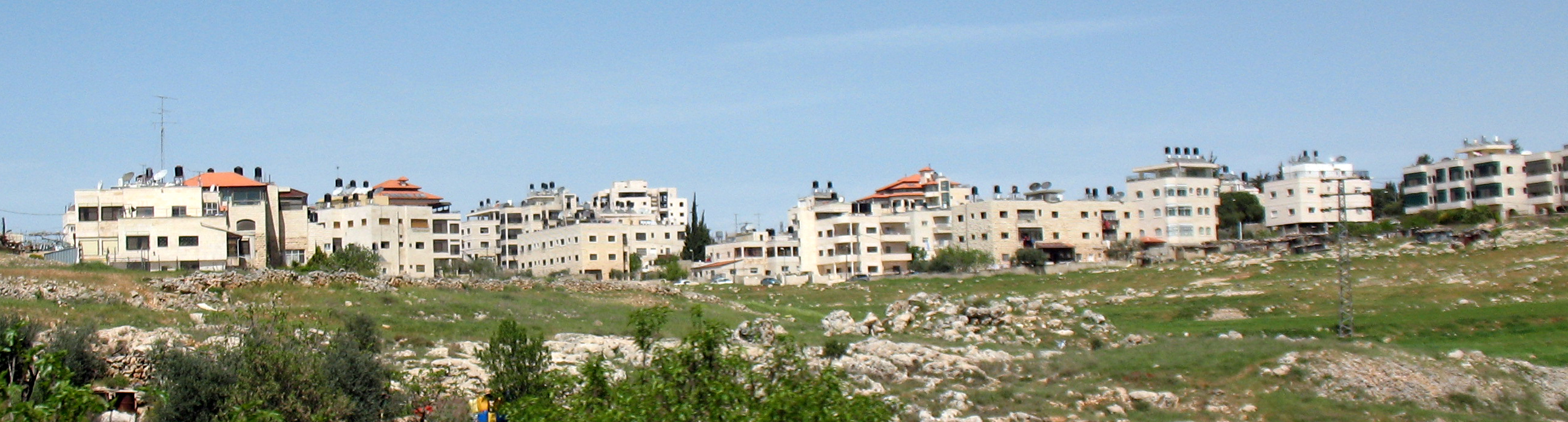
El campamento de Shuafat, visto desde el sur